# Clathria dura
Clathria dura är en svampdjursart som beskrevs av Thomas Whitelegge 1901. Clathria dura ingår i släktet Clathria och familjen Microcionidae. Inga underarter finns listade i Catalogue of Life.